# Superpuchar Portugalii w koszykówce mężczyzn
Superpuchar Portugalii w koszykówce mężczyzn (por. Supertaça de Portugal de Basquetebol) – mecz koszykówki rozgrywany pomiędzy zespołami mistrza Portugalii oraz zdobywcy Pucharu Portugalii. Odbywa się na początku rozgrywek zasadniczych Liga Portuguesa de Basquetebol.

## Finaliści
(x) – cyfra lub liczba w nawiasie oznacza kolejny Superpuchar dla tego samego klubu
| Rok  |                                          |                                          |                                          |
| Rok  | Zwycięzca                                | Wynik                                    | Pokonany                                 |
| ---- | ---------------------------------------- | ---------------------------------------- | ---------------------------------------- |
| 1984 | CA Queluz                                | 64–92 / 121–78                           | Barreirense                              |
| 1985 | Benfica                                  |                                          | Barreirense                              |
| 1986 | FC Porto                                 |                                          | Benfica                                  |
| 1987 | Nie rozegrano                            | Nie rozegrano                            | Nie rozegrano                            |
| 1988 | Ovarense                                 |                                          | Benfica                                  |
| 1989 | Benfica (2)                              |                                          | Ovarense                                 |
| 1990 | Ovarense (2)                             |                                          | Benfica                                  |
| 1991 | Benfica (3)                              | 96–83                                    | FC Porto                                 |
| 1992 | Illiabum                                 | 71–69                                    | Benfica                                  |
| 1993 | Ovarense (3)                             | 93–92                                    | Benfica                                  |
| 1994 | Benfica (4)                              | 65–53                                    | Ovarense                                 |
| 1995 | Benfica (5)                              | 77–73                                    | FC Porto                                 |
| 1996 | Benfica (6)                              | 81–76                                    | FC Porto                                 |
| 1997 | FC Porto (2)                             | 77–70                                    | Ovarense                                 |
| 1998 | Benfica (7)                              | 72–64                                    | Estrelas da Avenida                      |
| 1999 | FC Porto (3)                             | 85–81                                    | Ovarense                                 |
| 2000 | Ovarense (4)                             | 74–68                                    | FC Porto                                 |
| 2001 | Ovarense (5)                             | 84–83                                    | Portugal Telecom                         |
| 2002 | Portugal Telecom                         | 81–73                                    | Oliveirense                              |
| 2003 | Oliveirense                              | 97–76                                    | CAB Madeira                              |
| 2004 | FC Porto (4)                             | 97–69                                    | Ovarense                                 |
| 2005 | CA Queluz                                | 83–78                                    | Ovarense                                 |
| 2006 | Ovarense (6)                             | 81–77                                    | FC Porto                                 |
| 2007 | Ovarense (7)                             | 66–56                                    | FC Porto                                 |
| 2008 | Ovarense (8)                             | 77–63                                    | Vitória de Guimarães                     |
| 2009 | Benfica (8)                              | 69–91                                    | Ovarense                                 |
| 2010 | Benfica (9)                              | 66–63                                    | FC Porto                                 |
| 2011 | FC Porto (5)                             | 76–62                                    | CAB Madeira                              |
| 2012 | Benfica (10)                             | 68–53                                    | Académica                                |
| 2013 | Benfica (11)                             | 86–82                                    | Vitória de Guimarães                     |
| 2014 | Benfica (12)                             | 82–63                                    | Galitos                                  |
| 2015 | Benfica (13)                             | 79–42                                    | Barcelos                                 |
| 2016 | FC Porto (6)                             | 84–70                                    | Benfica                                  |
| 2017 | Benfica (14)                             | 104–74                                   | CAB Madeira                              |
| 2018 | Oliveirense (2)                          | 97–89                                    | Illiabum                                 |
| 2019 | FC Porto (7)                             | 92–69                                    | Oliveirense                              |
| 2020 | Nie rozegrano z powodu pandemii COVID-19 | Nie rozegrano z powodu pandemii COVID-19 | Nie rozegrano z powodu pandemii COVID-19 |
| 2021 | Sporting CP (1)                          | 74–64                                    | Imortal                                  |
| 2022 | Sporting CP (2)                          | 89–84                                    | Benfica                                  |
| 2023 | Benfica (15)                             | 93–75                                    | Imortal                                  |
| 2024 | FC Porto (8)                             | 97–93                                    | Benfica                                  |

## Zdobywcy superpucharu według klubu
| Zespół               | Zwycięstwa | Wicemistrzostwa | Zwycięskie lata                                                                          | Wicemistrzowskie lata                          |
| -------------------- | ---------- | --------------- | ---------------------------------------------------------------------------------------- | ---------------------------------------------- |
| Benfica              | 15         | 8               | 1985, 1989, 1991, 1994, 1995, 1996, 1998, 2009, 2010, 2012, 2013, 2014, 2015, 2017, 2023 | 1986, 1988, 1990, 1992, 1993, 2016, 2022, 2024 |
| Ovarense             | 8          | 7               | 1988, 1990, 1993, 2000, 2001, 2006, 2007, 2008                                           | 1989, 1994, 1997, 1999, 2004, 2005, 2009       |
| FC Porto             | 8          | 7               | 1986, 1997, 1999, 2004, 2011, 2016, 2019, 2024                                           | 1991, 1995, 1996, 2000, 2006, 2007, 2010       |
| Oliveirense          | 2          | 2               | 2003, 2018                                                                               | 2002, 2019                                     |
| CA Queluz            | 2          | 0               | 1984, 2005                                                                               | –                                              |
| Sporting CP          | 2          | 0               | 2021, 2022                                                                               | –                                              |
| Portugal Telecom     | 1          | 1               | 2002                                                                                     | 2001                                           |
| Illiabum             | 1          | 1               | 1992                                                                                     | 2018                                           |
| CAB Madeira          | 0          | 3               | –                                                                                        | 2003, 2011, 2017                               |
| Barreirense          | 0          | 2               | –                                                                                        | 1984, 1985                                     |
| Vitória de Guimarães | 0          | 2               | –                                                                                        | 2008, 2013                                     |
| Imortal              | 0          | 2               | –                                                                                        | 2021, 2023                                     |
| Estrelas Avenida     | 0          | 1               | –                                                                                        | 1998                                           |
| Académica            | 0          | 1               | –                                                                                        | 2012                                           |
| Galitos              | 0          | 1               | –                                                                                        | 2014                                           |
| Barcelos             | 0          | 1               | –                                                                                        | 2015                                           |